# 290. п. н. е.

## Догађаји
- Римски војсковођа и конзул Маније Курије Дентат односи одлучујућу победу над Самнитима чиме су након пола века завршени Самнитски ратови, Самнити присиљен на савез са Римом као и давање великог дела територије Римској републици у виду ратне одштете. Дентат истовремено наноси пораз побуњеним Сабињанима, чија територија је анектирана и који добијају статус „грађанства без права гласа”.